# Birkózás a 2004. évi nyári olimpiai játékokon
A 2004. évi nyári olimpiai játékokon a birkózásban 14 versenyszámot rendeztek. A nők is versenyeztek négy súlycsoportban, de a férfiaknál kikerült a programból az 54 kilogrammos szám.

## Férfi

### Éremtáblázat
(A táblázatokban a hazai és a magyar csapat eltérő háttérszínnel, az egyes számoszlopok legmagasabb értéke, vagy értékei vastagítással kiemelve.)
| A 2004. évi nyári olimpiai játékok éremtáblázata férfi birkózásban | A 2004. évi nyári olimpiai játékok éremtáblázata férfi birkózásban | A 2004. évi nyári olimpiai játékok éremtáblázata férfi birkózásban | A 2004. évi nyári olimpiai játékok éremtáblázata férfi birkózásban | A 2004. évi nyári olimpiai játékok éremtáblázata férfi birkózásban | Olimpia  |
| ------------------------------------------------------------------ | ------------------------------------------------------------------ | ------------------------------------------------------------------ | ------------------------------------------------------------------ | ------------------------------------------------------------------ | -------- |
|                                                                    | Ország                                                             | Arany                                                              | Ezüst                                                              | Bronz                                                              | Összesen |
| 1.                                                                 | Oroszország (RUS)                                                  | 5                                                                  | 1                                                                  | 3                                                                  | 9        |
| 2.                                                                 | Üzbegisztán (UZB)                                                  | 2                                                                  | 1                                                                  | 0                                                                  | 3        |
| 3.                                                                 | Egyesült Államok (USA)                                             | 1                                                                  | 2                                                                  | 1                                                                  | 4        |
| 4.                                                                 | Kuba (CUB)                                                         | 1                                                                  | 1                                                                  | 1                                                                  | 3        |
| 5.                                                                 | Dél-Korea (KOR)                                                    | 1                                                                  | 1                                                                  | 0                                                                  | 2        |
| 6.                                                                 | Azerbajdzsán (AZE)                                                 | 1                                                                  | 0                                                                  | 0                                                                  | 1        |
| 6.                                                                 | Egyiptom (EGY)                                                     | 1                                                                  | 0                                                                  | 0                                                                  | 1        |
| 6.                                                                 | Magyarország (HUN)                                                 | 1                                                                  | 0                                                                  | 0                                                                  | 1        |
| 6.                                                                 | Ukrajna (UKR)                                                      | 1                                                                  | 0                                                                  | 0                                                                  | 1        |
|                                                                    |                                                                    |                                                                    |                                                                    |                                                                    |          |
| 10.                                                                | Kazahsztán (KAZ)                                                   | 0                                                                  | 2                                                                  | 1                                                                  | 3        |
| 10.                                                                | Irán (IRI)                                                         | 0                                                                  | 2                                                                  | 1                                                                  | 3        |
| 12.                                                                | Törökország (TUR)                                                  | 0                                                                  | 1                                                                  | 2                                                                  | 3        |
| 13.                                                                | Finnország (FIN)                                                   | 0                                                                  | 1                                                                  | 0                                                                  | 1        |
| 13.                                                                | Grúzia (GEO)                                                       | 0                                                                  | 1                                                                  | 0                                                                  | 1        |
| 13.                                                                | Svédország (SWE)                                                   | 0                                                                  | 1                                                                  | 0                                                                  | 1        |
|                                                                    |                                                                    |                                                                    |                                                                    |                                                                    |          |
| 16.                                                                | Japán (JPN)                                                        | 0                                                                  | 0                                                                  | 2                                                                  | 2        |
| 17.                                                                | Bulgária (BUL)                                                     | 0                                                                  | 0                                                                  | 1                                                                  | 1        |
| 17.                                                                | Fehéroroszország (BLR)                                             | 0                                                                  | 0                                                                  | 1                                                                  | 1        |
| 17.                                                                | Görögország (GRE)                                                  | 0                                                                  | 0                                                                  | 1                                                                  | 1        |
|                                                                    |                                                                    |                                                                    |                                                                    |                                                                    |          |
| Összesen                                                           | Összesen                                                           | 14                                                                 | 14                                                                 | 14                                                                 | 42       |

### A szabadfogású birkózás érmesei
| A 2004. évi nyári olimpiai játékok érmesei férfi szabadfogású birkózásban |                                          |                                       |                                         |
| Versenyszám                                                               | Arany                                    | Ezüst                                 | Bronz                                   |
| 55 kg                                                                     | Mavlet Batirov · Oroszország (RUS)       | Stephen Abas · Egyesült Államok (USA) | Tanabe Csikara · Japán (JPN)            |
| 60 kg                                                                     | Yandro Quintana · Kuba (CUB)             | Maszud Musztafa Gokár · Irán (IRI)    | Inoue Kendzsi · Japán (JPN)             |
| 66 kg                                                                     | Elbrusz Tedejev · Ukrajna (UKR)          | Jamill Kelly · Egyesült Államok (USA) | Mahacs Murtazalijev · Oroszország (RUS) |
| 74 kg                                                                     | Buvajszar Szajtyijev · Oroszország (RUS) | Gennagyij Lalijev · Kazahsztán (KAZ)  | Iván Fundora · Kuba (CUB)               |
| 84 kg                                                                     | Cael Sanderson · Egyesült Államok (USA)  | Mun Idzse · Dél-Korea (KOR)           | Szazsid Szazsidov · Oroszország (RUS)   |
| 96 kg                                                                     | Hadzsimurat Gacalov · Oroszország (RUS)  | Magamed Ibragimov · Üzbegisztán (UZB) | Alirezá Hejdari · Irán (IRI)            |
| 120 kg                                                                    | Artur Taymazov · Üzbegisztán (UZB)       | Alirezá Rezáji · Irán (IRI)           | Aydın Polatçı · Törökország (TUR)       |

### A kötöttfogású birkózás érmesei
| A 2004. évi nyári olimpiai játékok érmesei férfi kötöttfogású birkózásban |                                             |                                         |                                                |
| Versenyszám                                                               | Arany                                       | Ezüst                                   | Bronz                                          |
| 55 kg                                                                     | Majoros István · Magyarország (HUN)         | Gajdar Mamedalijev · Oroszország (RUS)  | Artyom Kjuregjan · Görögország (GRE)           |
| 60 kg                                                                     | Csong Dzsihjon · Dél-Korea (KOR)            | Roberto Monzón · Kuba (CUB)             | Armen Nazarjan · Bulgária (BUL)                |
| 66 kg                                                                     | Fərid Mənsurov · Azerbajdzsán (AZE)         | Şeref Eroğlu · Törökország (TUR)        | Mhitar Manukjan · Kazahsztán (KAZ)             |
| 74 kg                                                                     | Aleksandr Dokturishvili · Üzbegisztán (UZB) | Marko Yli-Hannuksela · Finnország (FIN) | Vartyeresz Szamurgasev · Oroszország (RUS)     |
| 84 kg                                                                     | Alekszej Misin · Oroszország (RUS)          | Ara Abrahamian · Svédország (SWE)       | Vjacsaszlav Makaranka · Fehéroroszország (BLR) |
| 96 kg                                                                     | Karam Gáber Ibráhím · Egyiptom (EGY)        | Ramaz Nozadze · Grúzia (GEO)            | Mehmet Özal · Törökország (TUR)                |
| 120 kg                                                                    | Haszan Barojev · Oroszország (RUS)          | Georgij Curcumia · Kazahsztán (KAZ)     | Rulon Gardner · Egyesült Államok (USA)         |

## Női

### Éremtáblázat
| A 2004. évi nyári olimpiai játékok éremtáblázata női birkózásban | A 2004. évi nyári olimpiai játékok éremtáblázata női birkózásban | A 2004. évi nyári olimpiai játékok éremtáblázata női birkózásban | A 2004. évi nyári olimpiai játékok éremtáblázata női birkózásban | A 2004. évi nyári olimpiai játékok éremtáblázata női birkózásban | Olimpia  |
| ---------------------------------------------------------------- | ---------------------------------------------------------------- | ---------------------------------------------------------------- | ---------------------------------------------------------------- | ---------------------------------------------------------------- | -------- |
|                                                                  | Ország                                                           | Arany                                                            | Ezüst                                                            | Bronz                                                            | Összesen |
| 1.                                                               | Japán (JPN)                                                      | 2                                                                | 1                                                                | 1                                                                | 4        |
| 2.                                                               | Ukrajna (UKR)                                                    | 1                                                                | 0                                                                | 0                                                                | 1        |
| 2.                                                               | Kína (CHN)                                                       | 1                                                                | 0                                                                | 0                                                                | 1        |
|                                                                  |                                                                  |                                                                  |                                                                  |                                                                  |          |
| 4.                                                               | Egyesült Államok (USA)                                           | 0                                                                | 1                                                                | 1                                                                | 2        |
| 5.                                                               | Kanada (CAN)                                                     | 0                                                                | 1                                                                | 0                                                                | 1        |
| 5.                                                               | Oroszország (RUS)                                                | 0                                                                | 1                                                                | 0                                                                | 1        |
|                                                                  |                                                                  |                                                                  |                                                                  |                                                                  |          |
| 7.                                                               | Franciaország (FRA)                                              | 0                                                                | 0                                                                | 2                                                                | 2        |
|                                                                  |                                                                  |                                                                  |                                                                  |                                                                  |          |
| Összesen                                                         | Összesen                                                         | 4                                                                | 4                                                                | 4                                                                | 12       |

### A szabadfogású birkózás érmesei
| A 2004. évi nyári olimpiai játékok érmesei női szabadfogású birkózásban |                                  |                                      |                                            |
| Versenyszám                                                             | Arany                            | Ezüst                                | Bronz                                      |
| 48 kg                                                                   | Irina Merlenyi · Ukrajna (UKR)   | Icsó Csiharu · Japán (JPN)           | Patricia Miranda · Egyesült Államok (USA)  |
| 55 kg                                                                   | Josida Szaori · Japán (JPN)      | Tonya Verbeek · Kanada (CAN)         | Anna Gomis · Franciaország (FRA)           |
| 63 kg                                                                   | Icsó Kaori · Japán (JPN)         | Sara McMann · Egyesült Államok (USA) | Lise Golliot-Legrand · Franciaország (FRA) |
| 72 kg                                                                   | Vang Hszü (Wang Xu) · Kína (CHN) | Gjuzel Manyurova · Oroszország (RUS) | Hamagucsi Kjóko · Japán (JPN)              |